# Dropstone

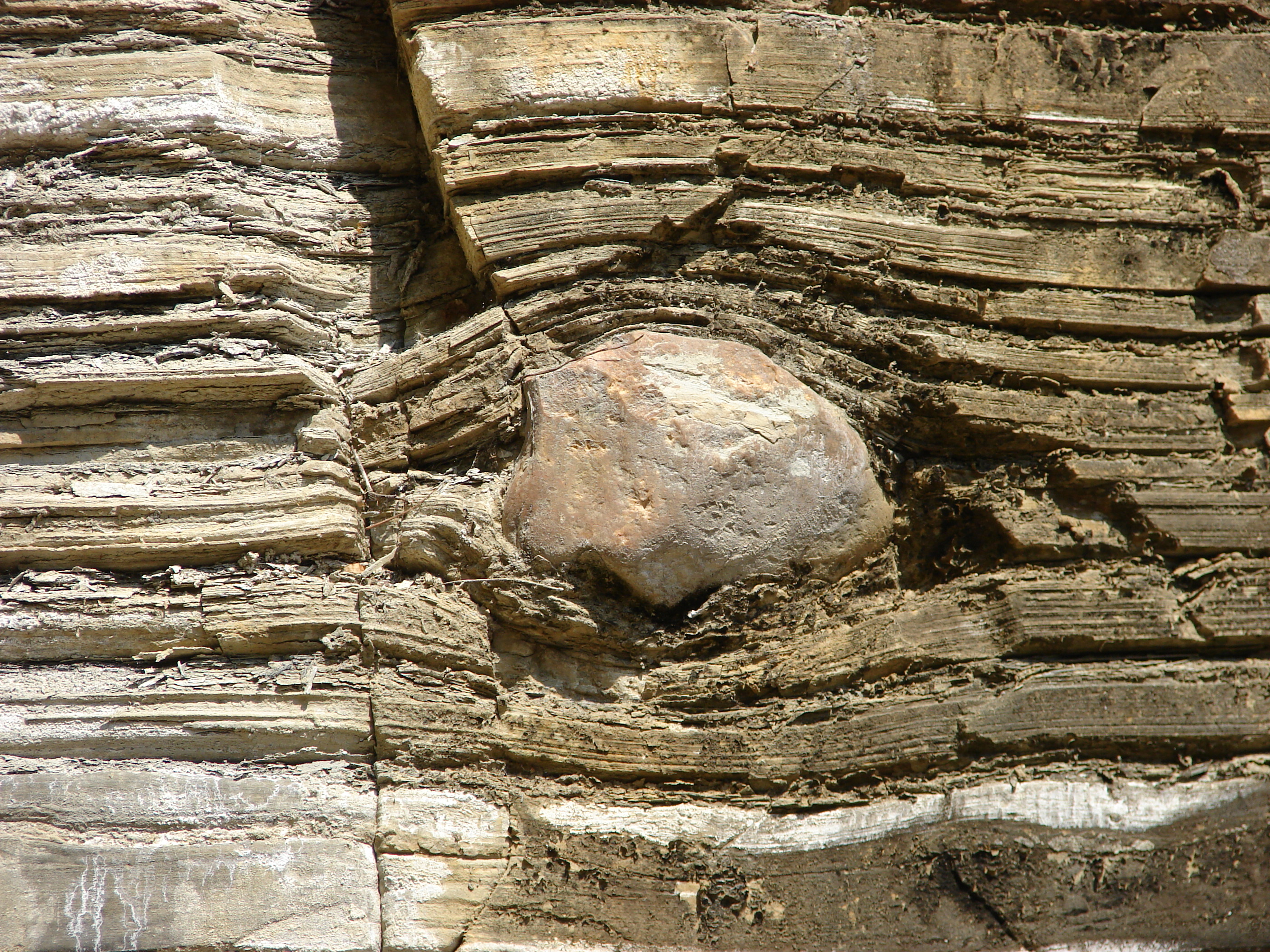
Dropstone, Itu, Brasilien

Ein Dropstone (englisch, von to drop ‚fallen‘, und stone ‚Stein‘) ist ein isoliertes Gesteinsfragment von Kiesel- bis Blockgröße, das innerhalb feinkörniger Sedimente abgelagert worden ist. Kennzeichnend ist die Ablagerungsweise nicht durch normalen Transport entlang des Meeres- oder Seebodens, sondern durch einen vertikalen Fall durch den Wasserkörper.

## Hintergrund
Belege für eine Ablagerung eines Gesteinsfragments als Dropstone sind sein isoliertes Vorkommen in feinkörnigen Sedimenten, zusammen mit einer durch den Einschlag entstandenen Vertiefung an der Unterseite sowie Anzeichen für ausgeworfenes Material an den Rändern des Fragments. Nachfolgend abgelagertes Sedimentmaterial bedeckt den Stein und seinen Krater ohne Störung. Diese Anzeichen sind am deutlichsten in feingeschichtetem Sediment zu erkennen.

## Entstehungsmechanismen
Während die Ablagerung durch das Ausschmelzen oder Abrutschen von Gestein von Eisbergen oder Gletschern von vielen Geologen als eine der häufigsten Ursachen für die Entstehung von Dropstones angesehen wurde, werden Dropstones jedoch von einer ganzen Reihe von sedimentären Prozessen erzeugt.

### Gletscher und Eisberge
Gletscher nehmen beim Fließen Gesteine aus dem Untergrund auf und werden oft von Gesteinsschutt überschüttet. Wenn sie an die Küste gelangen, beginnen Gletscher zu kalben, und Eisberge lösen sich von ihrer Stirn. Diese können lange treiben, wobei sie langsam schmelzen oder sich verlagern, so dass Gesteinsschutt im Wasser versinkt und in den Schlamm am Boden fällt (siehe Ice-Rafted Debris).
Im Unterschied zu Geschieben, die in Till (Geschiebemergel) häufig sind, geschieht die Ablagerung von glazialen Dropstones immer im Wasser, entweder im Meer (marin) oder in Seen (lakustrisch). Typisch für solche Dropstones ist das oft sehr feinkörnige Sediment, in dem sie vorkommen, und das auf eine nur wenig energiereiche Ablagerungsumgebung hinweist. Beispiele solcher glazialen Dropstones sind aus dem Meer vor Grönland bekannt.

### Vulkane
Bei Vulkanausbrüchen können Gesteinsblöcke als vulkanische Bomben durch die Wucht des Ausbruchs mehrere Kilometer weit durch die Luft geschleudert werden. Wenn diese in einem See oder im Meer auftreffen, sinken sie zu Boden und werden als Dropstones im Sediment eingeschlossen.
So erzeugte Dropstones sind relativ selten, denn die meisten ausgeworfenen Steine landen an Land oder nahe der Küste, wo es wenig wahrscheinlich ist, dass sie erhalten bleiben. Nur bei größeren Eruptionen fliegen Gesteinsbrocken weit genug, um in feinkörnigem Sediment zu landen und als Dropstones erkennbar zu sein.

### Turbidite
Dropstones können durch die Einwirkungen starker Trübeströme am Meeresboden erzeugt werden, die zur Bildung von Turbiditen führen.
Mannsgroße Blöcke wurden in geologisch jungen, feingeschichteten Ablagerungen aus dem Eozän in der Nähe von Jamaika gefunden, das seit seiner Entstehung nicht von Gletschern bedeckt war. Obwohl Trübeströme als Ursache für die Ablagerung dieser Blöcke angesehen werden, wurden keine anderen Ablagerungen in der Nähe gefunden, die von den Trübeströmen verursacht wurden.

### Driftholz und andere biologische Ursachen
Steine können weite Strecken als Bestandteile von treibenden Holz- und Pflanzenmassen zurücklegen, die etwa bei Überschwemmungen von Flüssen ins Meer transportiert wurden. Löst sich das pflanzliche Floß auf, so sinken auch die Steine zu Boden. In der Nähe solcher Dropstones sind meistens pflanzliche Überreste zu finden, die mit dem Stein zu Boden sanken.
Dropstones können schließlich auch aus dem Mageninhalt von größeren Meeresbewohnern stammen.